# Ștefan Bethlen
Ștefan Bethlen (în maghiară István Bethlen, în germană Stephan Bethlen), (n. 1582, Ilia, România – d. 10 ianuarie 1648, Nagyecsed, Szabolcs-Szatmár-Bereg, Ungaria) fratele mai mare al fostului principe Gabriel Bethlen, a fost pentru o foarte scurtă perioadă de timp principe al Transilvaniei (între 28 septembrie 1630 și 26 noiembrie 1630).

## Descendenți
A avut șase copii, toți fiind născuți din prima lui căsătorie (cu Krisztina Csáky):
- Gabriel Bethlen (a murit încă în copilărie)
- Ștefan Bethlen (1606–1633), ișpan al Bihorului, căpitan al Oradiei Mari
- Petru Bethlen (?–1646), ișpan al Maramureșului și Hunedoarei
- Katalin (?–?), soția lui David Zólyomi (?–1649)
- Anna (?–?), soția lui Sámuel Gyulaffy, mai târziu al lui Ștefan Kun, bunica principelui Imre Thököly (pe parte maternă)
- Druzsina (?–?), soția lui Francisc Rhédey, principele Transilvaniei între 1657–1658